# 굿바이 선언
〈굿바이 선언〉(일본어: グッバイ宣言 굿바이 센겐[*])은 일본의 보컬로이드 프로듀서(보카로P)인 Chinozo가 작사, 작곡한 노래이다. 2020년 4월 13일 유튜브와 니코니코 동화를 통해 처음 공개되었다. 4월 24일에는 구독 싱글 형식으로 발매되었다. 보컬 음원은 보컬로이드인 V flower를 사용하였다. 뮤직 비디오 일러스트는 아르세티카(アルセチカ)가 만들었다.
2020년 11월에 발매된 Chinozo의 앨범인 《The Deluge》에도 수록되었다.

## 인기와 비평
2021년 이후 TikTok 등지에서 〈굿바이 선언〉 악곡을 배경음악으로 쓴 핑거 텃팅 동영상으로 유행을 타기 시작했다. 빌보드 재팬이 발표하는 "틱톡 음악 랭킹"에서 2021년 2월 19일자로 1위를 차지했다. 그와 거의 비슷한 시기 유튜브의 MV 조회수는 천만회를 돌파했다. 2020년 11월 23일부터 2021년 5월 22일까지 집계한 빌보드 재팬의 틱톡 2021년 상반기 음악 랭킹에도 1위에 올라섰다.
2021년 5월 7일 방송된 TV 아사히의 뮤직 스테이션에 "다음에 브레이크할 아티스트를 안다! 앞서가는 차트 특집"에서 Ado의 〈웃세와〉와 함께 〈굿바이 선언〉이 소개되었다. 다음 달인 6월 2일자 공개된 신인 차트인 빌보드 재팬 히트시커 송에서 1위를 달성했고, 그 다음주차인 6월 9일에도 1위를 차지했다. 빌보드 재팬 핫 100에서 다운로드 송 67위, 스트리밍 송 50위를 기록하였다. 이 주 재팬 핫 100 종합 최고 순위인 56위를 기록하였다.
2021년 6월 기준 유튜브의 재생 횟수는 5,500만회를 기록하였고, 2022년 3월 기준 9천만회를 돌파하였다. 2021년 7월 7일에는 오리콘이 선정하는 "주간 Youtube 랭킹"에서 8위를 차지하였다. 2021년 8월 이후 유튜브의 보컬로이드 음악 중 요네즈 켄시의 모래의 행성을 넘고 총 재생수 1위를 달성하였다. 2021년 10월 25일에는 곡에서 영감을 얻은 동명의 소설도 발간되었다.
일본의 가수인 Sou는 〈굿바이 선언〉의 대유행에 대해 보컬로이드를 사용했으면서도 특유의 기계음이 너무 강하지 않으며, 일러스트가 좋았으며 동영상이 전체적으로 봤을 때 밸런스가 좋아 큰 인기를 얻었다고 평가하였다.
2022년 7월 27일, 유튜브 뮤직 비디오 조회수가 보컬로이드 곡으로는 최초로 1억 뷰를 돌파했다. 그와 동시에 본곡을 기반으로 만든 만화가 연재됨이 발표되었다.

## 개사, 커버 및 게임 수록
스에히로가리즈가 만든 〈굿바이 선언〉의 개사곡도 큰 인기를 얻었다.
2020년 7월 30일에는 작곡가인 Chinozo가 직접 커버한 셀프 커버곡도 공개하였다.
Afterglow의 미타케 란(사쿠라 아야네)과 토야마 카스미(아이미)가 커버한 곡이 2022년 1월 1일 리듬 게임 BanG Dream! Girls Band Party!에 수록되었다.
〈굿바이 선언〉 원곡은 리듬 게임인 태고의 달인과 그루브 코스터, KONAMI의 리듬 게임 비트매니아 IIDX 29 CastHour와 GITADORA에 수록되었다.

## 차트 기록
| 차트 (2021)               | 최고 순위 |
| ------------------------- | --------- |
| 핫 100 (빌보드 재팬)      | 56        |
| 다운로드 송 (빌보드 재팬) | 43        |
| 스트리밍 송 (빌보드 재팬) | 46        |
| 히트시커 송 (빌보드 재팬) | 1         |
| 주간 유튜브 랭킹 (오리콘) | 8         |

| 차트 (2021)               | 순위 |
| ------------------------- | ---- |
| 핫 100 (빌보드 재팬)      | 99   |
| 스트리밍 송 (빌보드 재팬) | 96   |

## 트랙 구성
1. 굿바이 선언 (グッバイ宣言, 2:52)

## 연관 작품

### 소설

굿바이 선언 한국어판 표지

소설 《굿바이 선언》 시리즈는 고등학생을 주인공으로 한 청춘 스토리 소설로 2021년 10월 25일 첫 작품이 발매되었다. 발매 직후 컬처 컨비니언스 클럽의 월간 라이트 노벨 매출 순위에서 7개월 연속 베스트 20에 진출했으며 2022년 6월에는 10만부 판매를 돌파했다. 2022년 4월 발매된 속편인 〈셰마〉에서는 전작의 4년 후를 다루고 있다. 또한 2022년 10월에는 3번째 시리즈인 〈엘리트〉가 발매되었다.
- 《グッバイ宣言》(굿바이 선언, 작가: 三月みどり, 아티스트: アルセチカ, 원작 및 감수: Chinozo, 2021년 10월 25일, MF文庫J "KADOKAWA", ISBN 9784046808400)[26]
- 《シェーマ》(셰마, KADOKAWA〈MF文庫J〉, 2022년 4월 25일, ISBN 978-4-04-681363-3)[27]
- 《エリート》(엘리트, KADOKAWA〈MF文庫J〉, 2022년 10월 25일, ISBN 978-4-04-681830-0)[28]
- 《TAMAYA》(타마야, 2023년 4월 25일, ISBN 978-4-04-682401-1)[29]
- 《ショットガン・ナウル》(샷건 나우, 2023년 10월 25일, ISBN 978-4-04-682989-4)[30]
- 《チーズ》(지즈, 2024년 4월 25일, ISBN 978-4-04-683543-7)[31]

대한민국에서는 시리즈의 제 1권, 《굿바이 선언》만이 번역된 상태로, 디앤씨미디어 출판사에서 김덕진 번역가가 번역한 판본이 2023년 3월 10일 출간되었다.

### 만화
2021년 12월 아라타 이리 작가가 그린 굿바이 선언 만화판이 월간 코믹 전격 대왕에 연재를 시작한다고 발표했고, 2022년 7월 27일 발매된 9월호부터 연재되기 시작했다.
- 《グッバイ宣言　1》 (2023년 1월 27일 발매, ISBN 978-4-04-914838-1[36])
- 《グッバイ宣言　2》 (2023년 9월 26일 발매, ISBN 978-4-04-9152609[37])
- 《グッバイ宣言　3》 (2024년 6월 26일 발매, ISBN 978-4-04-915753-6[38])

### 보이스 드라마
2022년 8월 STUDIO koemee의 레이블인 "듣는 Anime"를 통해 보이스 드라마화가 결정되어 공개되었다.

## 같이 보기
- 웃세와 - 같은 해 인기를 끈 보컬로이드 작품